# Stactobia sujangsanica
Stactobia sujangsanica är en nattsländeart som beskrevs av Kumanski 1990. Stactobia sujangsanica ingår i släktet Stactobia och familjen smånattsländor. Inga underarter finns listade i Catalogue of Life.